# Greensboro (Georgia)
Greensboro è una città degli Stati Uniti d'America, situata in Georgia, nella Contea di Greene, della quale è il capoluogo.